# Густинський заказник
Густи́нський зака́зник — гідрологічний заказник місцевого значення в Україні. Розташований у межах Прилуцького району Чернігівської області, біля сіл Замістя, Густиня, Капустенці.
Площа 873,9 га. Статус дано згідно з рішенням Чернігівської обласної ради від 21.03.1995 року; від 22.12.2005 року. Перебуває у віданні: Замостянська сільська рада, Дідовецька сільська рада.
Статус дано для збереження мальовничого водно-болотного природного комплексу в долині річки Удай.

## Галерея

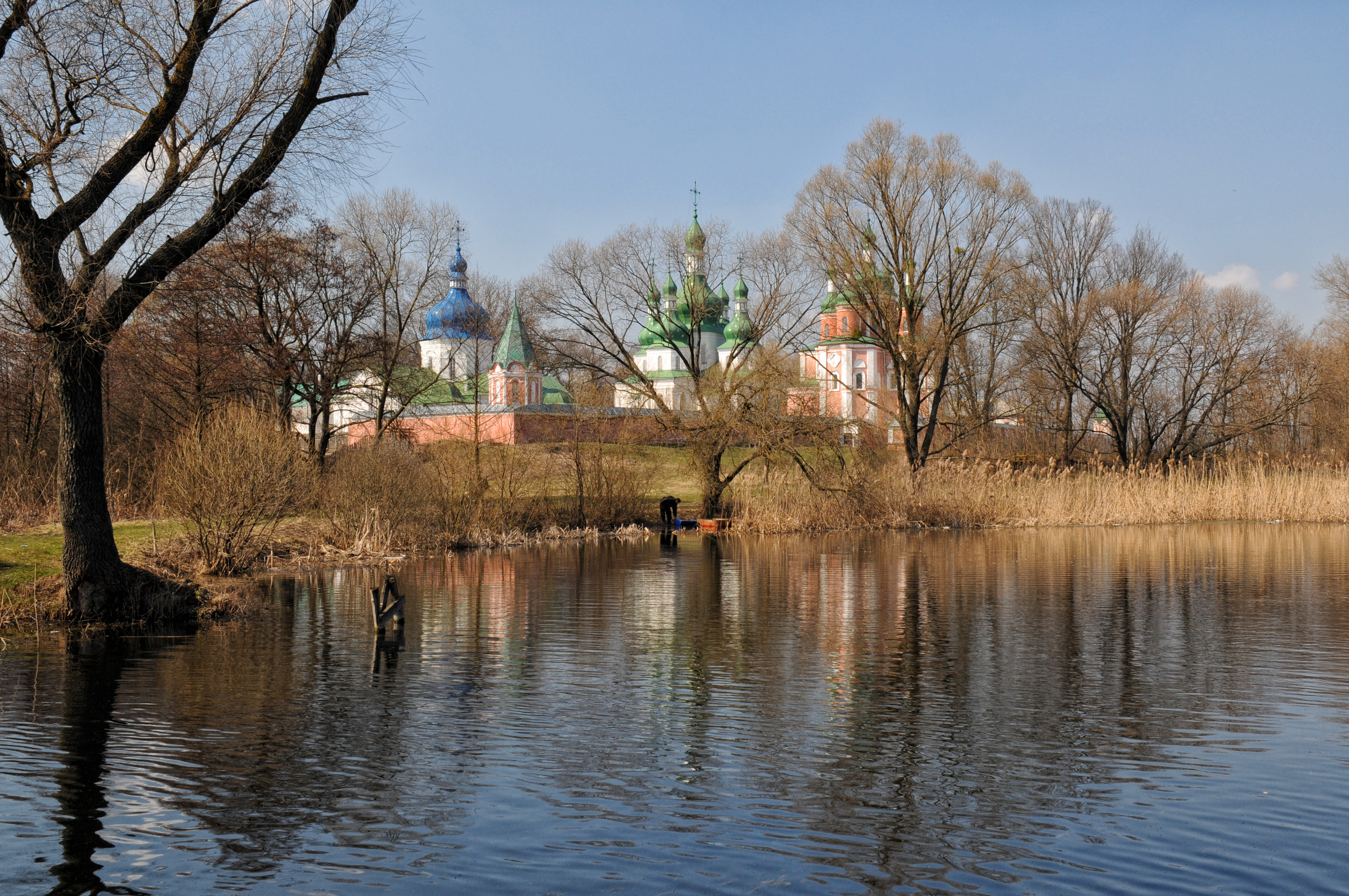
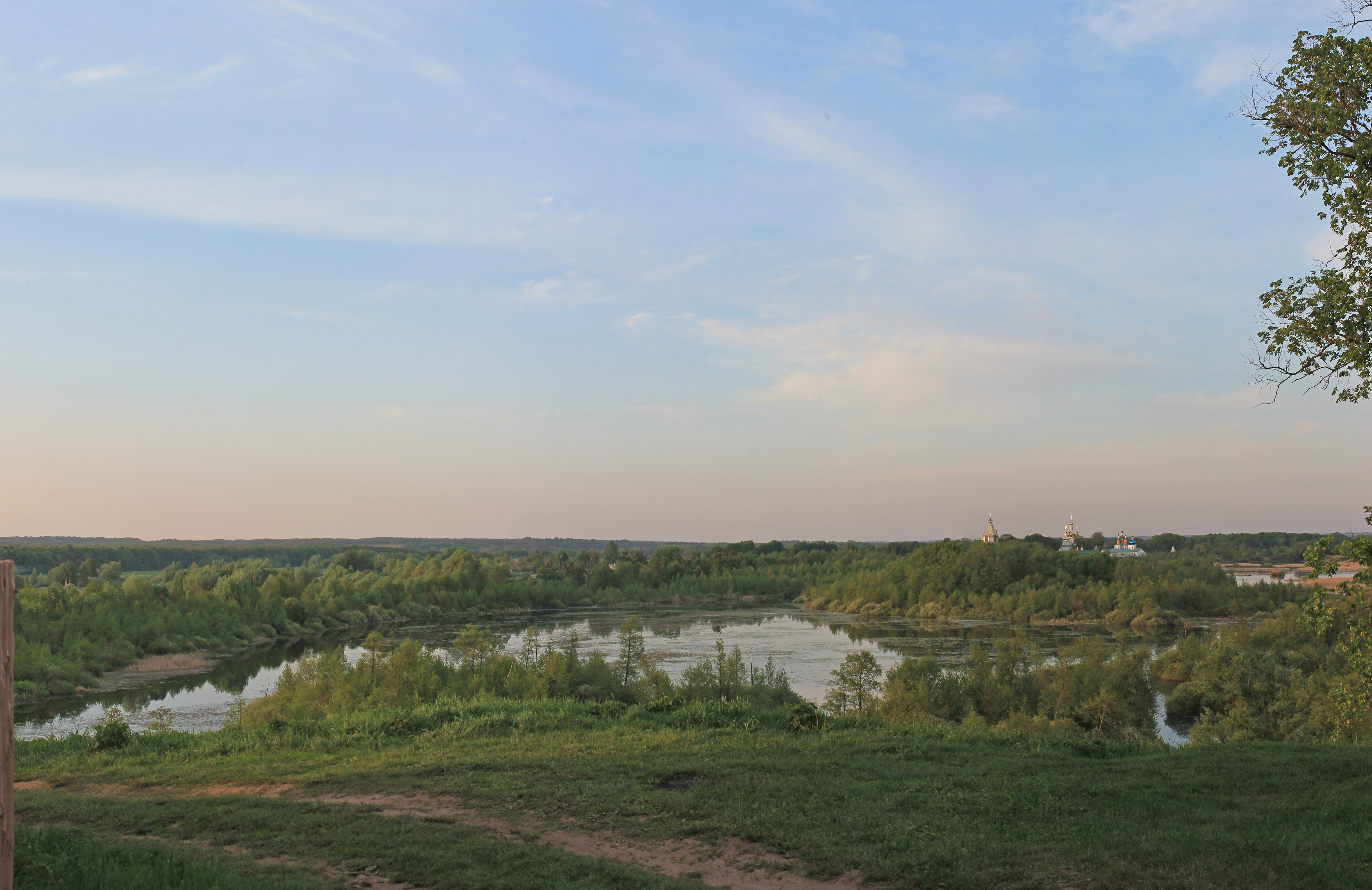
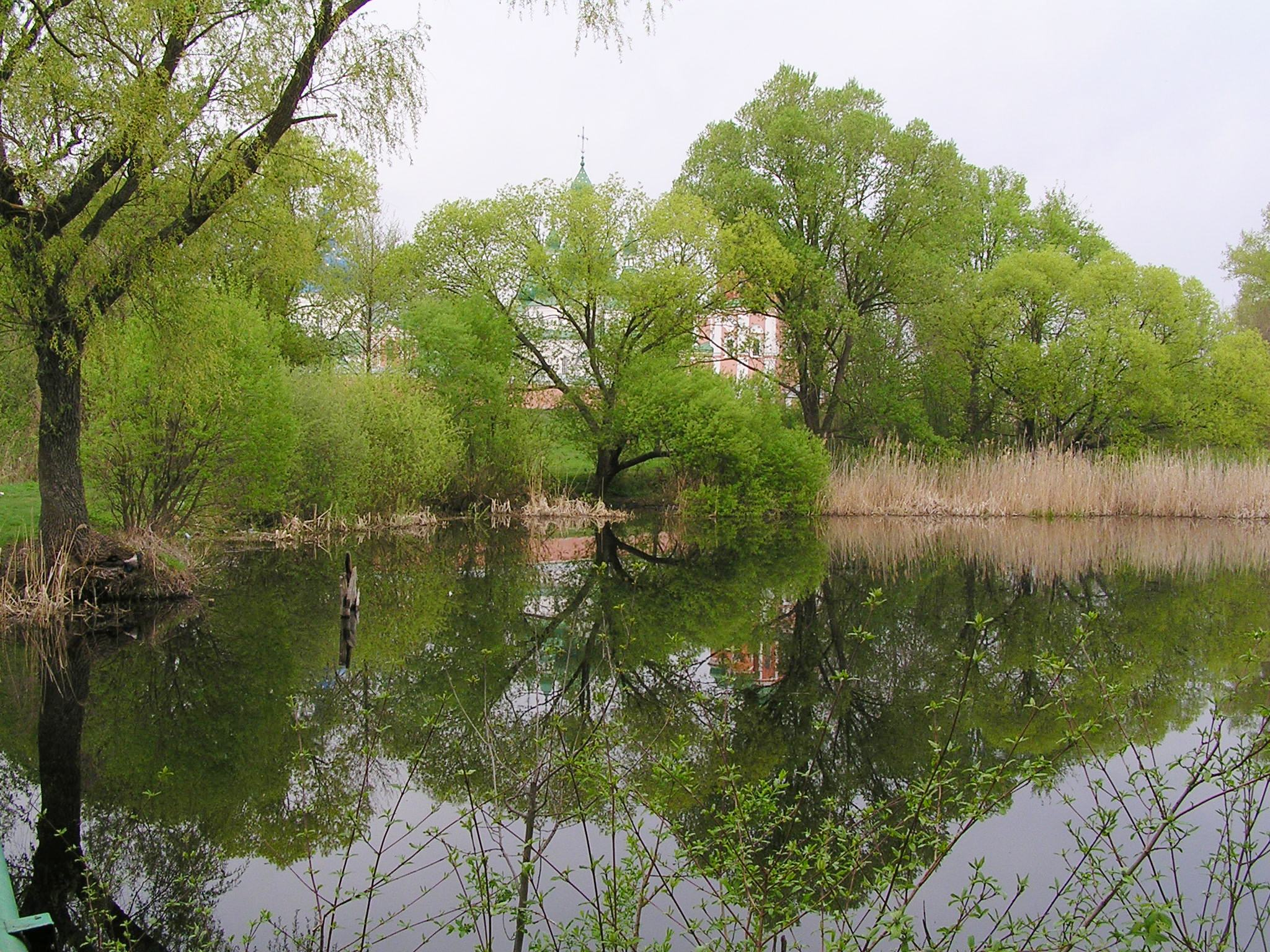